# Opuntia velutina
Opuntia velutina ist eine Pflanzenart in der Gattung der Opuntien (Opuntia) aus der Familie der Kakteengewächse (Cactaceae). Das Artepitheton velutina stammt aus dem Lateinischen, bedeutet ‚samtig‘ und verweist auf die fein behaarten Triebabschnitte der Art.

## Beschreibung
Opuntia velutina wächst strauchig bis baumförmig mit aufsteigenden Zweigen und erreicht Wuchshöhen von 1 bis 4 Meter. Es wird ein 20 bis 80 Zentimeter hoher Stamm ausgebildet. Die grünen bis gelblich grünen, dicht flaumigen, schmal bis breit verkehrt eiförmigen oder manchmal mehr oder weniger kreisrunden Triebabschnitte sind 15 bis 26 Zentimeter lang und 14 bis 20 Zentimeter breit. Die weißen Areolen tragen reichlich gelblich rote Glochiden. Die zwei bis sechs schwach pfriemlichen, geraden, spreizenden oder wenig zurückgebogenen Dornen sind weißlichen gelb. Sie sind 1 bis 4 Zentimeter lang.
Die gelben Blüten sind 3 bis 5 Zentimeter lang. Die kugelförmigen roten Früchte sind flaumig und mit Glochiden besetzt. Sie sind 3 bis 3,2 Zentimeter lang und erreichen Durchmesser von 2,5 bis 3 Zentimeter.

## Verbreitung, Systematik und Gefährdung
Opuntia velutina ist in den mexikanischen Bundesstaaten Guerrero, Morelos, Puebla und Oaxaca in Höhenlagen von 1100 bis 1900 Metern verbreitet.
Die Erstbeschreibung durch Frédéric Albert Constantin Weber wurde 1904 veröffentlicht.
In der Roten Liste gefährdeter Arten der IUCN wird die Art als „Data Deficient (DD)“, d. h. mit keinen ausreichenden Daten geführt. Die zukünftige Entwicklung der Populationen ist unbekannt.

## Nachweise